# Céline Pina
Pour les articles homonymes, voir Pina.
Céline Pina, née le 23 novembre 1970, est une chroniqueuse, polémiste et essayiste française.

## Biographie

### Famille
Fille d’un dentiste et d’une professeure de dessin, elle grandit dans les montagnes iséroises, où son père travaille pour la sécurité sociale minière de La Mure.

### Formation
Après un diplôme en sciences politiques et un diplôme d'études approfondies (DEA) d'administration publique à l'Institut d'études politiques de Grenoble, Céline Pina prépare[source insuffisante] à Paris un diplôme d'études supérieures spécialisées (DESS) de gestion des collectivités locales.
Après avoir travaillé au sein de diverses collectivités territoriales, soit dans l'administration soit en cabinet — notamment auprès du maire de Pontoise et de celui des Mureaux —, elle est pendant sept ans assistante parlementaire au Sénat, puis à l'Assemblée nationale jusqu'à fin janvier 2016. À la suite de vingt ans de militantisme au sein du Parti socialiste (PS), elle est élue pour la première fois en 2008 adjointe au maire de Jouy-le-Moutier dans le Val-d'Oise et, jusqu'en 2015, conseillère régionale d'Île-de-France,. De 2012 à 2017, elle est la suppléante du député Dominique Lefebvre.
En réaction aux attentats terroristes de novembre 2015 et engagée tout d'abord avec le Printemps républicain, Céline Pina fonde son propre mouvement associatif avec Fatiha Boudjahlat, « Viv(r)e la République », visant à combattre l'islam politique et à défendre la laïcité. En 2024, il bénéficie d'un soutien financier du projet Périclès du milliardaire Pierre-Édouard Stérin, proche de la droite et de l'extrême droite française, indique La Lettre.
Elle participe en 2020 à la création de la revue Front populaire, à l'initiative de Michel Onfray, et y publie plusieurs articles.
En novembre 2021, Céline Pina est poursuivie par Rokhaya Diallo pour « injure publique », pour avoir évoqué dans un article du Figaro en 2018 la non intégration de la militante au Conseil national du numérique, qu'elle jugeait motivée non par le racisme d'État, comme l'avançaient Rokhaya Diallo et The New York Times, mais en raison de « son propre racisme, de son sexisme et de sa proximité avec la mouvance islamiste ». Elle est relaxée.
Depuis 2022, elle est membre de la rédaction du magazine Causeur, créé par la journaliste Élisabeth Lévy et l'historien Gil Mihaely ainsi que les philosophes Alain Finkielkraut, Paul Thibaud et Peter Sloterdijk.

## Polémique
En octobre 2023, sur le plateau de la chaîne de télévision CNews et dans le contexte de la guerre de Gaza et de l'attaque du Hamas du 7 octobre 2023, Céline Pina commente les bombardements israéliens à Gaza. Elle affirme une différence entre enfants israéliens tués par le Hamas et enfants palestiniens tués par l'armée israélienne, en déclarant notamment au sujet de ces derniers : « Une bombe qui explose tuera sans doute des enfants, mais ces enfants ne mourront pas en ayant l’impression que l'humanité a trahi tout ce qu'ils étaient en droit d'attendre ».
Un extrait la présentant en train de dire cette dernière phrase est publié par le media Mediavenir, provoquant une polémique à l'encontre de Céline Pina, qui se voit contrainte d'interrompre ses activités professionnelles et d'être mise sous protection policière. Le Conseil de déontologie journalistique (CDJM) juge en janvier 2024 que les règles déontologiques d'exactitude et de non altération d'un document ont été enfreintes par Mediavenir, ce dernier ayant coupé un extrait dans lequel Céline Pina déclarait : « Or c’est vrai, un mort palestinien, un mort israélien, ça reste deux morts. Mais la manière dont ils ont été tués, elle, elle est différente, et elle, elle nous parle de notre inhumanité ou de notre humanité,.
L'extrait, largement relayé sur les réseaux sociaux, est également repris dans les médias arabophones (notamment sur Al-Jazeera, TRT et le journal arabo-américain Watan. Dans une tribune intitulée « Aucune armée n'est immunisée contre les crimes contre l'humanité », publiée dans L'Obs, le philosophe Saïd Benmouffok critique les propos de Céline Pina, Caroline Fourest et Raphaël Enthoven. Dans le média québécois Urbania, l'éditorialiste Oriane Olivier dénonce une « hiérarchisation parfaitement abjecte des victimes ».

## Publications
- Silence coupable, Kero, avril 2016, 255 p. (ISBN 978-2-3665-8196-6).
- Zohra Bitan (dir.), #JeSuisMila #JeSuisCharlie #NousSommesLaRépublique : 50 personnalités s'expriment sur la laïcité et la liberté d'expression, Seramis, 2020, 144 p. (ISBN 979-1-0964-8623-6, lire en ligne).
- Ces biens essentiels, éditions Bouquins, coll. « Essais », avril 2021, 198 p. (ISBN 978-2-2212-5330-4).
- Florence Bergeaud-Blackler (dir.), Pascal Hubert (dir.), Georges Dallemagne, Nadia Geerts, Fadila Maaroufi, Karan Mersch, Céline Pina et Marcel Sel (préf. Élisabeth Badinter), Cachez cet islamisme : Voile et laïcité à l’épreuve de la cancel culture, La Boîte à pandore, coll. « Essais », mai 2021, 239 p. (ISBN 978-2-8755-7487-9).
- L'humain au centre du monde - Pour un humanisme des temps présents et à venir. Contre les nouveaux obscurantismes, 2024, Éditions du Cerf, 392 pages. Sous la dir. Daniel Salvatore Schiffer  Co-écrit avec Luc-Olivier d’Algange, Marc Alpozzo, Dominique Baqué, Florence Belkacem, Tahar Ben Jelloun, Marie-Jo Bonnet, Nora Bussigny, Jean-Philippe Domecq, Samira El Ayachi, Luc Ferry, Renée Fregosi, Elsa Godart, François Kasbi, Rachel Khan, Arno Klarsfeld, Michel Maffesoli, Jean-Marie Montali, Bruno Moysan, Véronique Nahoum-Grappe, Françoise Nore, Robert Redeker, Pierre-Yves Rougeyron, Stéphane Rozès, Boualem Sansal, Romaric Sangars, Jacques Sojcher, Pierre-André Taguieff, Patrick Vassort, Alain Vircondelet, Olivier Weber et Jean-Claude Zylberstein.